# Muria (village)
Muria est un village du district de Darbhanga dans l'État du Bihar en Inde.

## Géographie
Muria est situé à 12 km de Darbhanga, sur la route nationale 57, et est desservi par une gare ferroviaire.